# 바트추르차흐

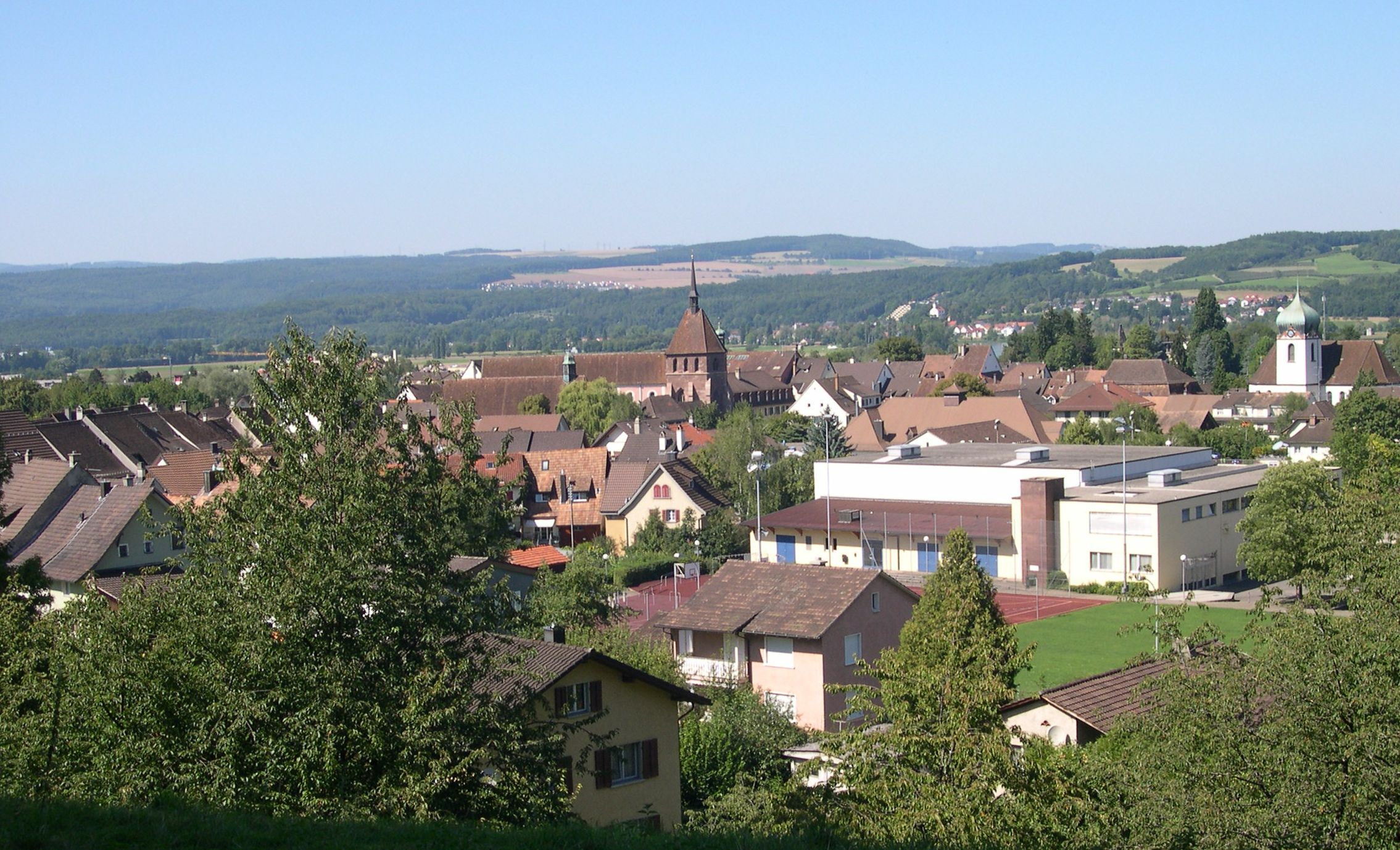
바트추르차흐

바트추르차흐(독일어: Bad Zurzach)는 스위스 아르가우주에 위치한 도시로 면적은 6.52km2, 높이는 341m, 인구는 4,164명(2015년 12월 기준), 인구 밀도는 640명/km2이다.

시 문장

## 인구
| 연도 | 인구  | ±%     |
| ---- | ----- | ------ |
| 1975 | 3,072 | —      |
| 1980 | 3,141 | +2.2%  |
| 1990 | 3,641 | +15.9% |
| 2000 | 3,905 | +7.3%  |